# Parochiální politická kultura
Parochiální politická kultura je jeden z typů politické kultury v konceptu „občanské kultury“.
Jedná se o tribální politickou kulturu, která se vyskytuje v jednoduchých společenstvích, v nichž chybí specializované politické role a funguje pouze silná pojící autorita vůdce (šaman, náčelník, král). Typicky se vyskytuje v různých afrických zemích.